# 1864 en architecture
| Années de l'architecture : 1861 - 1862 - 1863 - 1864 - 1865 - 1866 - 1867    |
| Décennies de l'architecture : 1830 - 1840 - 1850 - 1860 - 1870 - 1880 - 1890 |

Cet article présente les faits marquants de l'année 1864 en architecture.

## Réalisations
- Ouverture du pont suspendu de Clifton à Bristol, dessiné par Isambard Kingdom Brunel.
- Début de la construction de la synagogue de Vérone en Italie.

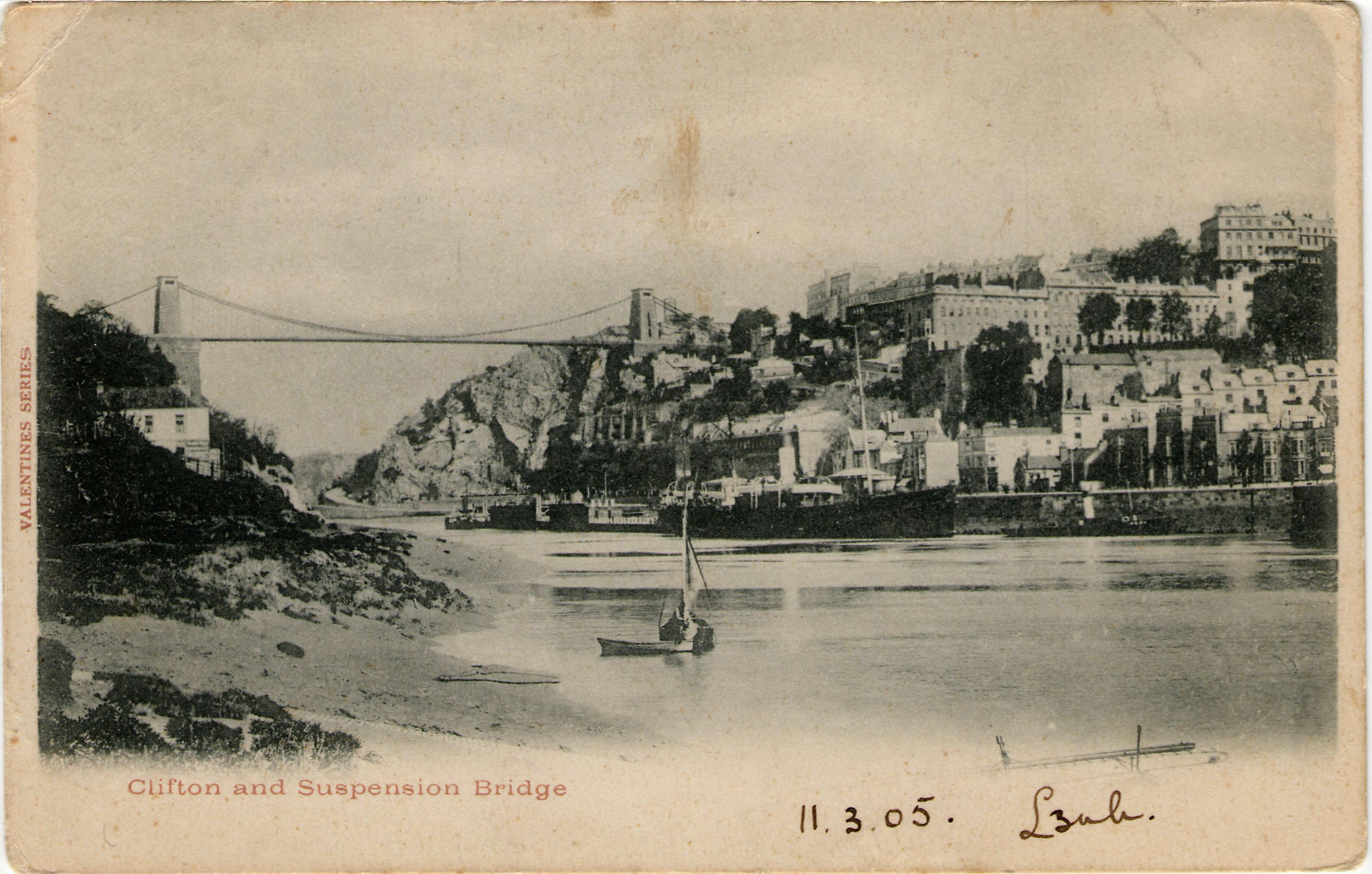
Le pont suspendu de Clifton (carte postale de 1905).

## Événements
- x

## Récompenses
- Royal Gold Medal : Eugène Viollet-le-Duc.
- Prix de Rome : Julien Guadet.

## Naissances
- 25 mars : Jules Lavirotte († 1929).
- 5 mai : Giovanni Battista Bossi († 26 juillet 1924).
- Paul Lagrave († 1933)

## Décès
- x